# 利雅得青年足球俱乐部
青年足球俱乐部（阿拉伯语：نادي الشباب）是位于沙特阿拉伯利雅得市的一家专业足球俱乐部。该俱乐部在1947年成立。该队名的前身叫沙巴布利雅得足球俱乐部，在1967年改名叫沙巴布足球俱乐部。该俱乐部是沙特阿拉伯专业联赛属下的一个俱乐部，也是的沙特阿拉伯最好的俱乐部之一。沙巴布足球俱乐部的隊名الشباب在阿拉伯語中意為「青年」。

## 亞冠賽事
- 亚足联冠军联赛: 9次
  - 小组赛：2005、2007、2015
  - 16强：2009、2011、2014
  - 8强：2006
  - 4强：2010

- 亚洲俱乐部锦标赛: 3次
  - 第二名：- 1993
    - 小组赛：- 1994、1995

## 球员名单（2025/26）
1. 粗體字為新加盟球員（包括先租後賣斷）
2. 2025年夏季轉會窗：7月2日至9月10日

### 現役名單
註釋：國旗表示球員在國際足聯資格規則定義的國家隊。球員可能擁有一個以上非國際足聯國籍。
| 號碼 |            | 位置 | 球員                                        |
| ---- | ---------- | ---- | ------------------------------------------- |
| 1    | 乌克兰     | 门将 | 乔治亚·布什坎（Georgiy Bushchan）           |
| 2    | 沙特阿拉伯 | 后卫 | 穆罕默德·舒韦赫（Mohammed Al-Shwirekh）     |
| 4    | 荷兰       | 后卫 | 韦斯利·胡特（Wesley Hoedt）                 |
| 7    | 義大利     | 中场 | 賈科莫·博納文圖拉（Giacomo Bonaventura）    |
| 8    | 沙特阿拉伯 | 中场 | 法赫德·穆瓦拉德（Fahad Al-Muwallad）        |
| 9    | 摩洛哥     | 前锋 | 阿德拉扎克·哈姆达拉（Abderrazak Hamdallah） |
| 10   | 比利时     | 前锋 | 扬尼克·卡拉斯科（Yannick Carrasco）         |
| 13   | 巴西       | 前锋 | 卡洛斯·儒尼奥尔（Carlos Júnior）            |
| 15   | 沙特阿拉伯 | 中场 | 穆萨卜·朱维尔（Musab Al-Juwayr）            |
| 16   | 沙特阿拉伯 | 后卫 | 侯赛因·西比亚尼（Hussain Al-Sibyani）       |
| 17   | 沙特阿拉伯 | 中场 | 尤尼斯·尚吉蒂（Younes Al-Shanqeeti）        |
| 20   | 塞内加尔   | 前锋 | 哈比卜·迪亞洛（Habib Diallo）               |

| 號碼 |            | 位置 | 球員                                     |
| ---- | ---------- | ---- | ---------------------------------------- |
| 21   | 沙特阿拉伯 | 中场 | 纳瓦夫·阿尔-萨迪（Nawaf Al-Sadi）        |
| 22   | 沙特阿拉伯 | 门将 | 穆罕默德·奧泰比（Mohammed Al-Otaibi）    |
| 30   | 巴西       | 后卫 | 羅伯特·雷南（Robert Renan）              |
| 33   | 沙特阿拉伯 | 门将 | 阿卜杜拉·馬尤夫（Abdullah Al-Mayouf）    |
| 34   | 沙特阿拉伯 | 前锋 | 希沙姆·杜拜（Hisham Al Dubais）          |
| 37   | 沙特阿拉伯 | 中场 | 阿卜杜拉·马图克（Abdullah Matuq）        |
| 38   | 沙特阿拉伯 | 后卫 | 穆罕默德·哈布什（Mohammed Harbush）      |
| 50   | 沙特阿拉伯 | 门将 | 穆罕默德·阿尔·阿布斯（Mohammed Al-Absi） |
| 56   | 葡萄牙     | 中场 | （Daniel Podence）                       |
| 70   | 沙特阿拉伯 | 前锋 | 海隆·卡馬拉（Haroune Camara）            |
| 71   | 沙特阿拉伯 | 前锋 | 穆罕默德·阿勒萨尼（Mohammed Al-Thani）   |

### 外借球員
註釋：國旗表示球員在國際足聯資格規則定義的國家隊。球員可能擁有一個以上非國際足聯國籍。
| 號碼 |  | 位置 | 球員 |
| ---- |  | ---- | ---- |

| 號碼 |  | 位置 | 球員 |
| ---- |  | ---- | ---- |

## 著名球員
- 奧維蘭（Al Owairan，1988-2001）
- 哈比卜·迪亚洛（Habib Diallo，2023-）
- （Yannick Carrasco，2023-）
- （Ivan Rakitić，2023-2024）
- 羅伯特·雷南（Robert Renan，2024-）
- （Giacomo Bonaventura，2024-）
- （Daniel Podence，2024-）